# 門真郵便局
門真郵便局（かどまゆうびんきょく）は、大阪府門真市にある郵便局。民営化前の分類では集配普通郵便局であった。

## 概要
住所：〒571-8799 大阪府門真市一番町4-8

## 沿革
- 1975年（昭和50年）2月10日 - 門真郵便局として[1]として、門真市一番に開局[2]。門真守口郵便局（同日付けで守口郵便局に改称）から門真市内の集配業務を移管。
- 1990年（平成2年）3月23日 - 花の万博の開催に合わせ、大阪市周辺の主な郵便局40局において、風景印を花をかたどった変形印に変更（当局は門真市の花であるさつき）。
- 1998年（平成10年）9月1日 - 外国通貨の両替および旅行小切手の売買に関する業務取扱を開始。
- 2007年（平成19年）10月1日 - 民営化に伴い、併設された郵便事業門真支店に一部業務を移管。
- 2012年（平成24年）10月1日 - 日本郵便株式会社の発足に伴い、郵便事業門真支店を門真郵便局に統合。

## 取扱内容
- 郵便、印紙、ゆうパック、内容証明
- 貯金、為替、振替、振込、国際送金、国債、投資信託
- 生命保険、バイク自賠責保険、自動車保険、がん保険、引受条件緩和型医療保険
- ゆうちょ銀行ATM
- 「571-00xx」区域（門真市全域）の集配業務
- ゆうゆう窓口

## 周辺
- タイガー魔法瓶本社
- 門真運転免許試験場
- 大阪府立門真西高等学校
- 門真市立第三中学校
- 門真市立大和田小学校
- 門真市立速見小学校

## アクセス
- 京阪本線 古川橋駅から徒歩約12分
- 京阪バス 一番停留所下車
- 近畿自動車道 門真ICから北東へ約1.5km
- 国道163号 試験場入口交差点を南に折れてすぐ
- 駐車場あり：11台